# Niech moje serce kołysze ciebie do snu
Niech moje serce kołysze ciebie do snu – singel polskiej wokalistki Krystyny Prońko, zawierający utwór wykonywany przez nią na Festiwalu w Opolu w 1975. 
Na okładce singla napisano Krystyna Prońko Opole 75. Na stronie A nagrana została piosenka, która już wówczas była przebojem – „Niech moje serce kołysze ciebie do snu”. Wokalistka wykonywała utwór podczas opolskiego koncertu „Przeboje sezonu” (druga piosenka wykonana podczas tego koncertu to „Anioł i róża”). Kompozytorem melodii był współpracujący z piosenkarką Janusz Koman, tekst napisał Marek Dutkiewicz. W nagraniu uczestniczył zespół instrumentalny kierowany przez Janusza Komana oraz grupa wokalna Alibabki.
Na stronie B znalazła się inna kompozycja Janusza Komana „Czekanie na piosenkę”, ze słowami Włodzimierza Patuszyńskiego, nagrana przez tych samych wykonawców. 
Winylowy, 7. calowy singel odtwarzany z prędkością 45 obr./min. zawierający nagrania producenta, a było nim Polskie Radio i Telewizja, wydany został w 1975 przez firmę Tonpress (SM3).

## Muzycy
- Krystyna Prońko – śpiew
- zespół instrumentalny pod dyr. Janusza Komana
- grupa wokalna Alibabki

## Lista utworów
Strona A
1. „Niech moje serce kołysze ciebie do snu” (muz. J. Koman, sł. M. Dutkiewicz)

Strona B
1. „Czekanie na piosenkę” (muz. J. Koman, sł. W. Patuszyński)